# Przymierze II: Magowie
Przymierze II: Magowie (tytuł oryg. The Brotherhood II: Young Warlocks) – filmowy horror produkcji amerykańskiej w reżyserii Davida DeCoteau'a. Film, choć zrealizowany w 2001 roku, do dystrybucji wypuszczony został dopiero trzy lata później. Podobnie jak Przymierze (2001), sequel porusza motywy homoerotyzmu.

## Opis fabuły
Tajemniczy mężczyzna o imieniu Luc informuje dwóch nieudolnych chłopaków, że mogą stać się najbardziej popularnymi osobami w szkole − wystarczy, aby obaj zgodzili się na odprawienie rytualnych czarów. W rzeczywistości Lucowi zależy nie na spełnieniu towarzyskim chłopców, a na ich duszach.